# Adenoncos quadrangularis
Adenoncos quadrangularis är en orkidéart som beskrevs av Sulist. Adenoncos quadrangularis ingår i släktet Adenoncos och familjen orkidéer. Inga underarter finns listade i Catalogue of Life.